# George North
George Philip North (* 13. April 1992 in King’s Lynn, England) ist ein walisischer Rugby-Union-Spieler. Er spielt auf der Position des Außendreiviertels für das walisische Team Ospreys und für die walisische Nationalmannschaft. Gelegentlich wird er auch als Innendreiviertel eingesetzt. Zu seinen Erfolgen gehören ein Meistertitel mit den Northampton Saints sowie vier Turniersiege mit Wales bei den Six Nations (davon zwei mit Grand Slam). North weist derzeit (2023) die meisten Versuche eines aktiven Spielers im internationalen Rugby auf und ist hinter Shane Williams der zweitbeste Skorer der Geschichte für Wales. 

## Biografie

### Vereinskarriere
North, der Sohn eines englischen Vaters und einer walisischen Mutter, wurde in King’s Lynn in der englischen Grafschaft Norfolk geboren. Er zog im Alter von zwei Jahren mit der Familie nach Anglesey im Norden von Wales und spricht fließend Walisisch. In seiner Jugend spielte er Rugby bei den Vereinen Llangefni RFC, Pwllheli RFC und Rhyl and District RFC. Im Alter von 18 Jahren erhielt er von den Scarlets aus Llanelli einen Profivertrag. Erstmals zum Einsatz in der Magners League kam er am 5. September 2010 gegen Benetton Rugby Treviso; obwohl er zwei Versuche erzielte, verlor sein Team mit 28:34. Nach der Saison 2012/13, in der die Scarlets das Meisterschaftshalbfinale erreichten, wechselte der damals 20-Jährige nach England zu den Northampton Saints.
Bei den Saints etablierte sich North rasch als Stammspieler und trug wesentlich dazu bei, dass sie in der Saison 2013/14 den Meistertitel gewannen; unter anderem stand er im Meisterschaftsfinale auf dem Feld, das nach Verlängerung mit einem 24:20-Sieg über die Saracens endete. Auch am 30:16-Finalsieg im European Challenge Cup 2013/14 gegen Bath Rugby war er beteiligt. Nach der unbestreitbar erfolgreichsten Saison der Vereinsgeschichte erlebten die Saints mehrere durchwachsene Jahre ohne Erfolgserlebnisse.
Im November 2017 gab Welsh Rugby Union (WRU) bekannt, dass er mit North einen so genannten Dualvertrag abgeschlossen hat, der zu 60 % vom Verband und zu einem Drittel von einer der walisischen Franchises finanziert wird. Dieser würde mit dem Auslaufen von Norths Vertrag bei den Saints in Kraft treten. Zum Zeitpunkt der Bekanntgabe stand aber noch nicht fest, zu welcher der vier walisischen Pro14-Mannschaften er stoßen wird. Im April 2018 wurde schließlich der Wechsel zu den Ospreys aus Swansea bekannt.

### Nationalmannschaft

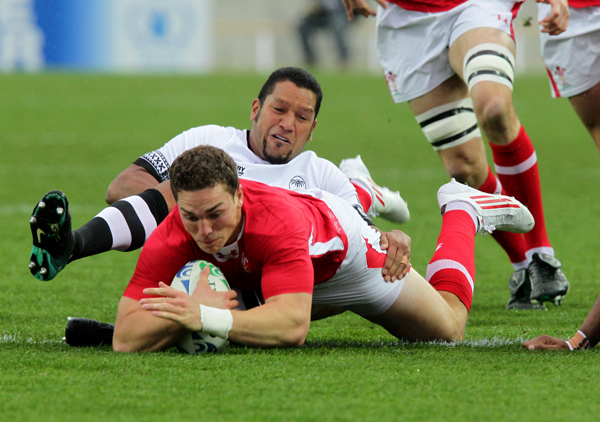
WM 2011: North erzielt gegen Fidschi einen Versuch

Sein erstes Test Match für die walisische Nationalmannschaft bestritt North am 13. November 2010 gegen den amtierenden Weltmeister Südafrika. Bei der knappen 25:29-Heimniederlage im Millennium Stadium von Cardiff erzielte er zwei Versuche. Mit 18 Jahren und 214 Tagen war er der jüngste Waliser, der bei seinem Länderspieldebüt einen Versuch erzielen konnte; damit unterbot er den bisher von Tom Pearson aus dem Jahr 1891 um 24 Tage. North wurde bald zu einer festen Größe in der Nationalmannschaft, doch beim Six Nations setzte ihn Warren Gatland zunächst nicht ein; am letzten Spieltag des Turniers gab er ihm schließlich den Vorzug gegenüber Shane Williams und Morgan Stoddart. North kam in allen vier Vorrundenspielen der Weltmeisterschaft 2011 zum Einsatz, wobei er gegen Namibia zwei Versuche und gegen Fidschi einen Versuch erzielte. Drei weitere Einsätze hatte er im Viertelfinale gegen Irland, im Halbfinale gegen Frankreich und im Spiel um den dritten Platz gegen Australien.
Beim Six Nations 2012 erzielte North im Eröffnungsspiel gegen Irland den entscheidenden Versuch zum 23:21-Sieg gegen Irland. Ebenso gehörte er in allen vier weiteren Spielen des Turniers der Startformation an und trug somit wesentlich zum ersten Grand Slam der Waliser seit 2008 bei. Bei der erfolgreichen Titelverteidigung im Rahmen der Six Nations 2013 (der ersten seit 1979) spielte North in allen Partien über die gesamte Spieldauer durch, wobei ihm gegen Frankreich der einzige Versuch der Partie gelang und er damit den ersten Auswärtssieg gegen diesen Gegner seit 2005 sicherte. Ebenfalls 2013 gehörte North zum Kader der British and Irish Lions. Während der Tour nach Australien spielte er in allen drei Test Matches gegen die Wallabies. Verschiedene Experten schrieben ihm eine Schlüsselrolle bei den Lions zu, welche die Test-Match-Serie für sich entschieden.
North bestritt alle Spiele der Six Nations 2014 und vier von fünf Spielen der Six Nations 2015; er verpasste 2015 nur die zweite Runde gegen Schottland, nachdem er eine Woche zuvor gegen England eine leichte Gehirnerschütterung erlitten hatte. Bei der Weltmeisterschaft 2015 trat er in drei von vier Vorrundenspielen sowie im Viertelfinale gegen Südafrika an, allerdings gelang ihm kein Versuch. Hingegen war er beim Six Nations 2016, das die Waliser auf dem zweiten Platz beendeten, mit vier erzielten Versuchen der Topskorer in dieser Kategorie. 2017 unternahm er mit den British and Irish Lions eine weitere Tour, diesmal nach Neuseeland. Beim 31:31-Unentschieden gegen die Hurricanes erlitt North eine Oberschenkelverletzung und fiel für den Rest der Tour aus; zu einem Einsatz gegen die All Blacks kam er nicht. Nachdem er auch die weiteren Test Matches des Jahres 2017, stieß er im Hinblick auf die Six Nations 2018 wieder zur Mannschaft.
Beim Six Nations 2019 überzeugte North insbesondere im Spiel gegen Frankreich, als er zwei Versuche zum 24:19-Auswärtssieg beisteuerte und zum besten Spieler der Partie („man of the match“) gekürt wurde. Nicht zuletzt dank diesem Erfolg entschieden die Waliser das Turnier mit einem weiteren Grand Slam für sich. Bei der Weltmeisterschaft 2019 spielte North in drei von vier Vorrundenspielen, wobei ihm gegen Georgien ein Versuch gelang. Er spielte auch im Viertelfinale gegen Frankreich, musste aber im Halbfinale gegen Südafrika kurz vor der Pause wegen einer weiteren Oberschenkelverletzung ausgewechselt werden. Am Six Nations 2020 konnte er jedoch wieder teilnehmen. Ein Jahr später, beim Six-Nations-Spiel gegen England am 27. Februar 2021, wurde er zum jüngsten walisischen Nationalspieler mit 100 Länderspieleinsätzen. Nachdem er sich im April 2021 einen Kreuzbandriss zugezogen hatte, verpasste er die Südafrika-Tour der British and Irish Lions.

### Privates
Seit Juni 2019 ist George North mit der ehemaligen Radrennfahrerin Rebecca James verheiratet. Im Mai 2020 verkündete das Paar die Geburt des ersten Kindes.

## Erfolge
Northampton Saints:
- Englischer Meister: 2014

Wales:
- Sieger Six Nations: 2012, 2013, 2019, 2021
- Grand Slam: 2012, 2019
- Triple Crown: 2012, 2019, 2021